# Ralf Heincke
Ralf Heincke (* 30. Mai 1968 in Verden (Aller)) ist ein deutscher Sportjournalist, Sportkommentator und Unternehmer.

## Leben
Nach dem Abitur studierte Heincke an der DSHS Köln die Fächer Publizistik- und Kommunikationswissenschaften, das Studium schloss er als Diplom-Sportwissenschaftler ab. Er studierte außerdem auf der TU München Diplomsportwissenschaften. Es folgten Arbeiten als Pressesprecher und Beitragsmacher. Anlässlich der Biathlon-WM 2007 war er Produzent und Regisseur der Dokumentation Mit den Waffen einer Frau – Gold im Visier. Im Mittelpunkt der Dokumentation standen Biathleten wie Magdalena Neuner oder Kati Wilhelm.
Bekanntheit erlangte Heincke als Sportkommentator für Motorsport auf Sky Deutschland, beziehungsweise dem Vorgänger Premiere, sowie Sport1, damals DSF. Er kommentierte auch Wintersport für den Sender Eurosport.
2009 gründete Heincke gemeinsam mit Peter Vit die Kaffeerösterei Martermühle. Die beiden sind außerdem deren Geschäftsführer.

## Filmografie
- 2007: Mit den Waffen einer Frau – Gold im Visier!